# Christian-Petru Ciochirca
Christian-Petru Ciochirca (Graz, 20 juni 1989) is een Oostenrijks voetbalscheidsrechter. Hij is in dienst van de FIFA en UEFA sinds 2020. Ook leidt hij sinds 2017 wedstrijden in de Bundesliga.
Op 14 oktober 2017 leidde Ciochirca zijn eerste wedstrijd in de Oostenrijkse nationale competitie. Tijdens het duel tussen Rheindorf Altach en Admira Wacker (2–2) trok de leidsman driemaal de gele kaart. In Europees verband debuteerde hij op 20 augustus 2020 tijdens een wedstrijd tussen Coleraine en La Fiorita in de voorrondes van de UEFA Europa League; het eindigde in 1–0 en Ciochirca trok achtmaal een gele kaart. Zijn eerste interland floot hij op 13 november 2020, toen Japan met 1–0 won van Panama door een benutte strafschop van Takumi Minamino. Tijdens dit duel deelde Ciochirca vier keer geel en een keer rood uit, die laatste aan de Panamese doelman Luis Mejía.

## Interlands
| Datum            | Plaats                      | Wedstrijd                  | Uitslag | Competitie           | Kreeg geel | Kreeg voor de tweede keer geel en dus rood | Weggestuurd |
| ---------------- | --------------------------- | -------------------------- | ------- | -------------------- | ---------- | ------------------------------------------ | ----------- |
| 13 november 2020 | Graz, Oostenrijk            | Japan – Panama             | 1 – 0   | Vriendschappelijk    | 4          | 0                                          | 1           |
| 25 maart 2021    | Wiener Neustadt, Oostenrijk | Verenigde Staten – Jamaica | 4 – 1   | Vriendschappelijk    | 1          | 0                                          | 0           |
| 30 maart 2021    | Wiener Neustadt, Oostenrijk | Costa Rica – Mexico        | 0 – 1   | Vriendschappelijk    | 2          | 0                                          | 0           |
| 16 oktober 2023  | Loulé, Portugal             | Gibraltar – Ierland        | 0 – 4   | EK 2024 kwalificatie | 4          | 0                                          | 0           |
| 4 juni 2024      | Lissabon, Portugal          | Portugal – Finland         | 4 – 2   | Vriendschappelijk    | 0          | 0                                          | 0           |

Laatst bijgewerkt op 26 juni 2024.